# Supercoppa d'Islanda 2013
La Meistarakeppni karla 2013 è  stata la 42ª edizione di tale competizione. Si è disputata il 28 aprile 2013 a Reykjavík. La sfida ha visto contrapposte l'FH Hafnarfjörður, vincitore del campionato e il KR Reykjavík trionfatore nella coppa nazionale.
Ad aggiudicarsi il trofeo è stato l'FH Hafnarfjörður per la sesta volta nella sua storia.

## Tabellino
| Arbitro: | Valgeir Valgeirsson |

|                                            |           |             |
| Guðnason 33’ Snorrason 41’ Gudmundsson 74’ | Marcatori | 80’ Atlason |